# Den Svenska Björnstammen
Den Svenska Björnstammen er en svensk musikgruppe og kunstnerskollektiv fra Norrköping, der består af Dan Brännvall, Mattias Göransson, Kim Dahlberg, Ambjörn Göransson, Klas Isaksson, Petter Frisendahl og Åke Olofsson. De har aftale med Pope Records og en distributionsaftale med Universal.
Gruppens musik er i genren techno.

## Diskografi

### Album
- Ett fel närmare rätt (2012)
- I förhållande till (2014)

### EP
- Classics (2010)
- Dansmusik EP (2010)

| Musikgruppe | Spire Denne artikel om en svenske musikgruppe er en spire som bør udbygges. Du er velkommen til at hjælpe Wikipedia ved at udvide den. |